# 余政道
余政道（1963年9月27日—），出身高雄縣，臺灣政治人物，2008年立委選舉中當選民進黨全國不分區立委，為余登發之孫、余陳月瑛之子、余玲雅跟余政憲之弟。

## 生平
1989年，余政道與臺北醫學院同學張良穗結婚，婚後育有三個子女。
2004年12月22日，無黨團結聯盟立委朱星羽擔任立法院財政委員會主席時宣布《海關進口稅則》修正草案不經朝野協商逕付二讀，余政道、親民黨立委劉憶如與中國國民黨立委羅世雄發言反對，但朱星羽拋下一句「若你們有意見，到二讀時再去反對」之後宣布散會；隨後多位立委圍住朱星羽，朱星羽出拳攻擊余政道，兩人隨後被其他立委拉開。
2004年12月27日，余政道不滿遭朱星羽指控向中國農民銀行關說，由律師陪同召開記者會，強調事實是他做「選民服務」幫助選民協商還款、減少銀行呆帳，他希望朱星羽公開道歉，否則他將控告朱星羽誹謗罪。同日，朱星羽回應，「關說」與「選民服務」都是一樣的意思，余政道陪人到銀行關說是事實，他無從道歉，余政道再多說只是「皮在癢」；如果余政道要告他，他奉陪到底。
2010年2月22日，民進黨立法院黨團舉行黨團會議，由於立法院上一個會期余政道以事假為由連連缺席立法院的任何會議、無視黨團發出的甲級動員令，此次會議討論「加強落實黨團內規案」；立委邱議瑩憤而指出，大家都知道黨團有這種問題的只有一人，黨團只須要求此人確實執行就好；余政道國會辦公室主任隨即尷尬表示，邱議瑩批評的人是余政道；余政道隨後承認，由於他的妻子張良穗罹患癌症，醫師交代他要多陪伴張良穗，他才疏於出席立法院的會議，黨團內規怎麼規定就怎麼處理，他沒意見。 
2010年2月26日下午，余政道帶領高雄縣旗山鎮居民數十人在立法院外集結，打算在行政院長吳敦義到達立法院時向吳敦義陳情旗山溪整治問題，不過吳敦義臨時改道引發余政道不滿，兩人在立法院會議爆發口角，余政道甚至脫口說吳敦義「尖嘴猴腮」，吳敦義隨即諷刺余政道失格。
2010年12月17日，其妻張良穗病逝，得年48歲。2011年1月8日上午，余政道及三個子女出席張良穗公祭，余政道難過到說不出話。
2011年3月8日上午，余政道在立法院施政總質詢中指稱，“某國民黨立委”未符合利益迴避原則，此人是“吳（敦義）院長過去的好同事”，此人讓其胞弟承攬台灣中油的工程，得標價格幾乎就是底標，且發生次數不只一次。但余政道不願指明哪位立委涉及此事。吳敦義隨即駁斥，這和黨籍無關，請余政道不要對黨籍做無謂的影射，全台灣最大的貪污犯就是民進黨籍（暗指陳水扁家庭密帳案），「國民黨裡面有壞蛋」與「民進黨裡面也有好人」是一樣的道理。余政道一時語塞，只能回應“反正院長口才很好”；吳敦義隨即再駁斥，這不是口才的問題，此事無關黨籍，余政道不能光講一個檢舉函就曖昧地說和他有關係、和國民黨有關係。
2011年3月11日上午，邱議瑩前往民進黨高雄市黨部登記參選高雄市第一選區立委；同日下午，余政道在民進黨立法院黨團總召集人柯建銘陪同下舉行記者會，宣布禮讓邱議瑩參選高雄市第一選區立委，自己則改參選高雄市第二選區立委。

## 外部連結
- 立法院 （页面存档备份，存于）